# علی لطفی محمود
علی لطفی محمود (زادهٔ ۶ اکتبر ۱۹۳۵ – درگذشتهٔ ۲۷ مه ۲۰۱۸) یک اقتصاددان و سیاست‌مدار اهل مصر بود. وی از ۴ سپتامبر ۱۹۸۵ تا ۹ نوامبر ۱۹۸۶ نخست‌وزیر مصر بود.